# Južna Dalmacija
Južna Dalmacija je priobalna pokrajina vzhodne obale Jadranskega morja, ki večji del pripada Hrvaški.
Južna Dalmacija je najmanj poseljen, najožji in po površini najmanjši del Dalmacije. Pokrajina pravega zaledja nima, saj se njeno naravno zaledje širi v sosednjo Bosno in Hercegovino, ki ima pri Neumu 9 km širok dostop do morja.
Južna Dalmacija obsega ozek obalni pas južno od Neretve, polotok Pelješac ter večjo skupino  otokov, med katerimi so najvažnejši Korčula, Lastovo, Mljet ter Elafiti. Zaklučuje pa se pri zalivu Boka Kotorska na polotoku Prevlaka in z rtom Oštra doseže svojo najjužnejšo točko.
Neretva se je še v 19. stoletju izlivala v morje v široki poplavni delti. Z regulacijo, ki se je končala po 2. svetovni vojni je tu nastalo najbolj rodovitno  kmetijsko območje med Srednjo in Južno Dalmacijo.
V Dubrovniškem primorju se od zgodovinskega mesta Stona proti Dubrovniku vrstijo zalivi s turističnimi kraji, med katerimi iztopa letovišče Trsteno z arboretumom in renesančnim parkom, spomenikoma
parkovne kulture.
Osrednja znamenitost pa je zgodovinsko mesto Dubrovnik, ki se je v 20. stoletju razvil v največje in najpomembnejše Hrvaško in eno najbolj znanih svetovnih  turističnih središč, ki je od 1979 vpisano v UNESCOV seznam svetovne kulturne dediščine.
Jugovzhodno od Dubrovnika je v smeri proti Boki Kotorski zaokroženo območje Župa dubrovačka, ki se razprostira ob Župskem zalivu. Tu je cela vrsta prijetnih turističnih naselij: Kupari, Mlini, Plat in Cavtat. Hrvaški del obale se končuje z rodovitnim kmetijskim področjem Konavle.